# Gord Murphy
Gordon J. "Gord" Murphy, född 26 september 1970, är en kanadensisk före detta professionell ishockeyback som tillbringade 14 säsonger i den nordamerikanska ishockeyligan National Hockey League (NHL), där han spelade för Philadelphia Flyers, Boston Bruins, Florida Panthers och Atlanta Thrashers. Han producerade 323 poäng (85 mål och 238 assists) samt drog på sig 668 utvisningsminuter på 862 grundspelsmatcher.
Murphy spelade även för Hershey Bears och Providence Bruins i American Hockey League (AHL) och Oshawa Generals i Ontario Hockey League (OHL).
Han draftades av Philadelphia Flyers i nionde rundan i 1985 års draft som 189:e spelare totalt.
Efter spelarkarriären har han varit assisterande tränare för Columbus Blue Jackets, Florida Panthers, Philadelphia Flyers och New York Rangers i NHL. Mellan 2019 och 2021 hade Murphy delat tränaransvar för Hartford Wolf Pack i AHL. Han har också varit assisterande tränare för Kanadas herrjuniorlandslag vid U18-Världsmästerskapet i ishockey för herrar 2014, där landslaget bärgade en bronsmedalj.
Han är far till Connor Murphy.

## Statistik
| 1983–1984  | Don Mills Flyers    | GTHL       | 65  | 24 | 42  | 66  | 130 | —  | — | —  | —  | —  |
| 1984–1985  | Oshawa Generals     | OHL        | 59  | 3  | 12  | 15  | 25  | —  | — | —  | —  | —  |
| 1985–1986  | Oshawa Generals     | OHL        | 64  | 7  | 15  | 22  | 56  | 6  | 1 | 1  | 2  | 6  |
| 1986–1987  | Oshawa Generals     | OHL        | 56  | 7  | 30  | 37  | 95  | 24 | 6 | 16 | 22 | 22 |
| 1987–1988  | Hershey Bears       | AHL        | 62  | 8  | 20  | 28  | 44  | 12 | 0 | 8  | 8  | 12 |
| 1988–1989  | Philadelphia Flyers | NHL        | 75  | 4  | 31  | 35  | 68  | 19 | 2 | 7  | 9  | 13 |
| 1989–1990  | Philadelphia Flyers | NHL        | 75  | 14 | 27  | 41  | 95  | —  | — | —  | —  | —  |
| 1990–1991  | Philadelphia Flyers | NHL        | 80  | 11 | 31  | 42  | 58  | —  | — | —  | —  | —  |
| 1991–1992  | Philadelphia Flyers | NHL        | 31  | 2  | 8   | 10  | 33  | —  | — | —  | —  | —  |
|            | Boston Bruins       | NHL        | 42  | 3  | 6   | 9   | 51  | 15 | 1 | 0  | 1  | 12 |
| 1992–1993  | Boston Bruins       | NHL        | 49  | 5  | 12  | 17  | 62  | —  | — | —  | —  | —  |
|            | Providence Bruins   | AHL        | 2   | 1  | 3   | 4   | 2   | —  | — | —  | —  | —  |
| 1993–1994  | Florida Panthers    | NHL        | 84  | 14 | 29  | 43  | 71  | —  | — | —  | —  | —  |
| 1994–1995  | Florida Panthers    | NHL        | 46  | 6  | 16  | 22  | 24  | —  | — | —  | —  | —  |
| 1995–1996  | Florida Panthers    | NHL        | 70  | 8  | 22  | 30  | 30  | 14 | 0 | 4  | 4  | 6  |
| 1996–1997  | Florida Panthers    | NHL        | 80  | 8  | 15  | 23  | 51  | 5  | 0 | 5  | 5  | 4  |
| 1997–1998  | Florida Panthers    | NHL        | 79  | 6  | 11  | 17  | 46  | —  | — | —  | —  | —  |
| 1998–1999  | Florida Panthers    | NHL        | 51  | 0  | 7   | 7   | 16  | —  | — | —  | —  | —  |
| 1999–2000  | Atlanta Thrashers   | NHL        | 58  | 1  | 10  | 11  | 38  | —  | — | —  | —  | —  |
| 2000–2001  | Atlanta Thrashers   | NHL        | 27  | 3  | 11  | 14  | 12  | —  | — | —  | —  | —  |
| 2001–2002  | Boston Bruins       | NHL        | 15  | 0  | 2   | 2   | 13  | —  | — | —  | —  | —  |
|            | Providence Bruins   | AHL        | 8   | 0  | 3   | 3   | 6   | —  | — | —  | —  | —  |
| NHL totalt | NHL totalt          | NHL totalt | 862 | 85 | 238 | 323 | 668 | 53 | 3 | 16 | 19 | 35 |
| AHL totalt | AHL totalt          | AHL totalt | 72  | 9  | 26  | 35  | 52  | 12 | 0 | 8  | 8  | 12 |
| OHL totalt | OHL totalt          | OHL totalt | 179 | 17 | 57  | 74  | 176 | 30 | 7 | 17 | 24 | 28 |

### Internationellt
| Källa:        | Källa:        | Källa:        |         | Utv = Utvisningsminuter | Utv = Utvisningsminuter | Utv = Utvisningsminuter | Utv = Utvisningsminuter | Utv = Utvisningsminuter |
| År            | Lag           | Mästerskap    | Matcher | Mål                     | Assists                 | Poäng                   | Utv                     |                         |
| ------------- | ------------- | ------------- | ------- | ----------------------- | ----------------------- | ----------------------- | ----------------------- | ----------------------- |
| 1998          | Kanada        | VM            | 6       | 1                       | 0                       | 1                       | 2                       |                         |
| Senior totalt | Senior totalt | Senior totalt | 6       | 1                       | 0                       | 1                       | 2                       |                         |